# Francofonia (filme)
Francofonia é um filme franco-germano-neerlandês do género drama, realizado e escrito por Alexandr Sokurov e protagonizado por Johanna Korthals Altes, Louis-Do de Lencquesaing, Vincent Nemeth e Benjamin Utzerath. 
Foi exibido em competição no Festival de Veneza a 4 de setembro de 2015, onde ganhou o prémio da Federação de Críticos do Cinema Europeu e Mediterrâneo e da Fundação Mimmo Rotella. Estreou-se em França a 11 de novembro de 2015.

## Argumento
O filme passa-se em Paris na década de 1940, quando a França foi ocupada pela Alemanha Nazi, Jacques Jaujard, diretor do Museu do Louvre, e o conde Franz von Wolff-Metternich, chefe da Kunstschutz (Comissão Alemã para a Proteção de Obras de Arte em França) unem-se para preservar as coleções do maior museu francês.

## Elenco
- Johanna Korthals Altes como Marianne
- Louis-Do de Lencquesaing como Jacques Jaujard
- Vincent Nemeth como Napoleão Bonaparte
- Benjamin Utzerath como Franz von Wolff-Metternich

## Reconhecimentos
| Prémios e nomeações     | Prémios e nomeações                                                        | Prémios e nomeações      | Prémios e nomeações | Prémios e nomeações |
| Prémio                  | Categoria                                                                  | Destinatários e nomeados | Resultado           |                     |
| ----------------------- | -------------------------------------------------------------------------- | ------------------------ | ------------------- | ------------------- |
| 72.º Festival de Veneza | Leão de Ouro                                                               | Alexander Sokurov        | Indicado            |                     |
| 72.º Festival de Veneza | Prémio Fundação Mimmo Rotella                                              | Alexander Sokurov        | Venceu              |                     |
| 72.º Festival de Veneza | Prémio da Federação de Críticos do Cinema Europeu e Mediterrâneo (FEDEORA) | Francofonia              | Venceu              |                     |
| 72.º Festival de Veneza | Prémio Green Drop                                                          | Alexander Sokurov        | Indicado            |                     |